# Magnusantenna wuae
Magnusantenna wuae — викопний вид клопів родини крайовикових (Coreidae), що існував у пізній крейді. Описаний у 2020 році. Комаху знайдено у бірманському бурштині.

## Опис
Відрізняється дуже широкими і довгими антенами на голові. Вони в 12,3 разів довші і в 4,4 рази ширші, ніж голова. Довжина тіла 6,67 мм. Довжина вусиків 6,78 мм. Вони утворені з 4 члеників: перші два тонкі, а два останніх майже трикутної форми.
Вчені вважають, що такі гігантські вусики служили Magnusantenna wuae для того, щоб зосередити на них увагу хижаків і відвернути від голови та інших частин тіла, уникнувши смертельної атаки. Наймовірніше, що відірвані антени у цих комах могли відростати заново.